# Luchów Dolny
Luchów Dolny – wieś w Polsce położona w województwie lubelskim, w powiecie biłgorajskim, w gminie Tarnogród.
Od XVI do XVIII w. wchodził w skład starostwa leżajskiego ziemi przemyskiej. W latach 1975–1998 miejscowość administracyjnie należała do województwa zamojskiego. 
Wieś jest sołectwem w gminie Tarnogród. Według Narodowego Spisu Powszechnego z roku 2011 wieś liczyła 607 mieszkańców i była trzecią co do liczby ludności miejscowością gminy.
Wierni Kościoła rzymskokatolickiego należą do parafii Niepokalanego Poczęcia Najświętszej Maryi Panny w Luchowie Górnym lub do parafii Przemienienia Pańskiego w Tarnogrodzie.

## Części wsi
| SIMC    | Nazwa   | Rodzaj    |
| ------- | ------- | --------- |
| 0901269 | Zagrody | część wsi |

## Historia
Według pierwszej wzmianki z 1565 roku za Ożanną było łowisko Luchów, strzeżone przez służbę z Ożannej, która pobudowała domy stanowiące zalążek przyszłej wsi. W 1578 roku istniała już osada Luchów należąca do starostwa leżajskiego, w której było 20 zagrodników, 13 komorników, młyn i karczma oraz wyrabiano kamienie młyńskie. W 1588 roku tereny te otrzymał Jan Zamoyski, a w 1652 roku wieś odłączono od starostwa leżajskiego i utworzono tenutę luchowską. W 1657 roku wieś była zniszczona przez najazd Rakoczego. W 1766 roku tenutę luchowską otrzymał Adam Potocki.
Wieś była wzmiankowana w regestrach poborowych, które zapisali poborcy podatkowi ziemi przemyskiej w 1589 roku. W Luchowie było 8 łanów kmiecych, młyn o dwóch kamieniach, cerkiew. Następnie Luchów był wzmiankowany w rejestrach poborowych w latach: 1628, 1851, 1658 i 1674. W 1674 roku w Luchowie było 25 domy (w tym 3 domy we folwarku zarządzanym przez Kwitowskiego).
W 1772 roku po I rozbiorze Polski Luchów wszedł w skład zaboru austriackiego, od 1809 roku Księstwa Warszawskiego i od 1815 roku Królestwa Polskiego. W latach 1810–1842 Luchów należał do powiatu tarnogrodzkiego, a następnie do powiatu zamojskiego. W 1866 roku wieś należała do gminy Wola Różaniecka i powiatu biłgorajskiego. Podczas I wojny światowej wieś była pod panowaniem austriackim. Od 1918 roku wieś należała do powiatu biłgorajskiego. W 1921 roku w Luchowie Dolnym było 142 domy.
14 września 1939 roku do Luchowa Dolnego wkroczyły wojska niemieckie, a 5 października 1939 roku po ustaleniu okupacyjnej granicy radziecko-niemieckiej wieś znalazła się pod okupacją niemiecką. Podczas pacyfikacji powiatu biłgorajskiego, 29 czerwca 1943 roku Niemcy wysiedlili większość Polaków na roboty przymusowe na Śląsk, a na ich miejsce osiedlono Niemców i Ukraińców. 22 lipca 1944 roku I Front Ukraiński wyzwolił wieś z pod okupacji niemieckiej, a w 1945 roku wysiedleni mieszkańcy powrócili do swoich domów.
Po reformie administracji Luchów Dolny w latach 1954-1960 należał do gromady Luchów Górny, a w latach 1960-1972 do gromady Wola Różaniecka. Od 1 stycznia 1973 roku wieś należy do Gminy Tarnogród. W 2010 roku utworzono Stowarzyszenia „Złota Nitka”.

## Oświata
Początki szkolnictwa w Luchowie Dolnym sięgają czasu międzywojennego. W 1931 roku już od jakiegoś czasu była to szkoła 2-letnia, a nauczycielem pomocniczym został Tadeusz Zielonka. W 1939 roku była to szkoła 4-klasowa w drewnianym budynku, a także wynajmowano prywatne domy do nauki szkolnej. Podczas okupacji do 1943 roku nauka odbywała się na tajnych kompletach. Po II wojnie światowej, szkoła została ponownie zorganizowana przez Helenę Baszkiewicz. W 1963 roku podjęto decyzję o budowie nowej szkoły, która została oddana do użytku w 1968 roku jako tzw. Tysiąclatka. W latach 1978–1981 szkoła była 3-letnia, a klasy IV-VIII były przeniesione do Zbiorczej Szkoły Gminnej w Tarnogrodzie. W 1981 roku szkoła stała się 8-letnia.

## Urodzeni w Luchowie Dolnym
- Michał Rękas – polityk, poseł do KRN i Sejmu Ustawodawczego.